# Biskupi Agen
 Biskupi Agen – lista biskupów diecezjalnych francuskiej diecezji Agen.

## Biskupi diecezjalni
- Kaprazjusz z Agen (zm. 303)
- Wincent z Agen (zm. ok. 313)
- Febad z Agen (ok. 350 – ok. 392)
- Dulcydiusz z Agen (objął urząd ok. 400)
- Donat (1080–1083)
- Simon (1083–1101)
- Géraud (ok. 1101 – ok. 1103)
- Isarad (ok. 1104 – ok. 1105)
- Gausbert (1105–1115)
- Aldebert (1118–1128)
- Raymond-Bernard du Fossat (1128–1149)
- Elie de Châtillon (1149–1181)
- Arnaud de Rovinha (1209–1228)
- Arnaud (1230–1231)
- Géraud (1231–1232)
- Raoul de La Roche Rymon (1233–1236)
- Arnaud de Galard (1235–1245)
- Pierre de Reims OP (1245–1247)
- Guillaume [I] (1247–1262)
- Guillaume [II] (1262–1263)
- Pierre Jerland (1264–1271)
- Arnaud de Got (1271–1282)
- Jean Jerland (1282–1291)
- Bertrand de Goth (1292–1306; ponownie 1306–1313)
- Bernard de Farges (1306)
- Amanieu de Fargis (1314–1357)
- Déodat de Rotbald (1357–1363)
- Raimond de Salg (1364–1375)
- Jean de Saya (1375–1382)
- Simon de Cramaud (1382–1383)
- Bernard de Chevenon (1395–1398)
- Imbert de Saint-Laurent (1398–1438)
- Jean Bogia (1439–1461)
- Pierre Bernard (1461–1477)
- Jean de Montchenu (1478)
- Galeazzo della Rovere (1478–1487)
- Leonardo Grosso della Rovere (1487–1519)
- Marcantonio della Rovere (1519–1538)
  - Jean de Lorraine (1538–1550)[a]
- Matteo Bandello OP (1550–1554)
- Janus Fregóso (1555–1586)
- Nicolas de Villars (1587–1608)
- Claude de Gelas (1609–1630)
- Gaspard de Daillon du Lude (1631–1636)
- Barthélemi d’Elbène (1636–1663)
- Claude Joly (1665–1678)
- Jules Mascaron COI (1680–1703)
- François Hébert (1704–1728)
- Jean d’Yse (d’Ize) de Saléon (1730–1735)
- Jean-Gaspard-Gilbert de Chabannas (1735–1767)
- Jean-Louis d’Usson de Bonac (1767–1802)
- Jean Jacoupy (1802–1841)
- Jean-Aimé de Levezou de Vezins (1841–1867)
- Hector-Albert Chaulet d’Outremont (1871–1874)
- Jean-Émile Fonteneau (1874–1884)
- Charles-Evariste-Joseph Coeuret-Varin (1885–1905)
- Charles-Paul Sagot du Vauroux (1906–1937)
- Jean-Marcel Rodié (1938–1956)
- Roger Johan (1956–1976)
- Sabin-Marie Saint-Gaudens (1976–1996)[b]
- Jean-Charles Descubes (1996–2004)
- Hubert Herbreteau (2005–2003)
- Alexandre de Bucy (od 2024)